# Liste der denkmalgeschützten Objekte in Wullersdorf
Die Liste der denkmalgeschützten Objekte in Wullersdorf enthält die 41 denkmalgeschützten, unbeweglichen Objekte der niederösterreichischen Gemeinde Wullersdorf.

## Denkmäler
| Foto |                 | Denkmal                                                                            | Standort                                                        | Beschreibung | Metadaten |
| ---- | --------------- | ---------------------------------------------------------------------------------- | --------------------------------------------------------------- | --- | --- |
| ja   | Datei hochladen | Fundzone Nexenhoffeld / Hausberg Nexenhof HERIS-ID: 10885 Objekt-ID: 6950          | Nexenhoffeld Standort KG: Grund                                 | In der archäologischen Fundzone Nexenhoffeld wurden die Fundamente einer Hausberganlage ergraben, bestehend aus ovalem Mittelwerk, umsäumendem Graben und dem Wall eines Gebäudes. | BDA-Hist.: Q38084553 Status: Bescheid Stand der BDA-Liste: 2025-06-30 Name: Fundzone Nexenhoffeld / Hausberg Nexenhof GstNr.: 359/1, 359/2, 366, 367, 368, 369, 371, 387, 388, 389, 390, 392, 393, 394, 395, 396, 397, 398, 399, 400, 401, 402, 404, 405, 407, 408, 409, 410, 411, 412, 413, 415, 416/1 |
| ja   | Datei hochladen | romanisches Tympanonrelief HERIS-ID: 21327 Objekt-ID: 17646                        | Standort KG: Grund                                              | An der Kirchenmauer rechts neben dem Eingang befindet sich ein romanisches Tympanonrelief. | BDA-Hist.: Q37861229 Status: § 2a Stand der BDA-Liste: 2025-06-30 Name: romanisches Tympanonrelief GstNr.: 178 |
| ja   | Datei hochladen | Presshaus, Kellerstöckl HERIS-ID: 21326 Objekt-ID: 17645                           | Standort KG: Grund                                              | An der Weinviertler Schnellstraße zwischen Grund und der Bahnhofsiedlung befindet sich das Presshaus. Es verfügt über ein Satteldach, einen Volutengiebel, Dachgaupen und ein umlaufendes gekehltes Traufgesims mit Resten eines Zahnschnittfrieses. | BDA-Hist.: Q37861211 Status: Bescheid Stand der BDA-Liste: 2025-06-30 Name: Presshaus, Kellerstöckl GstNr.: 711 Presshaus (Grund, ObjektID: 17645) |
| ja   | Datei hochladen | katholische Pfarrkirche heilige Katharina HERIS-ID: 21329 Objekt-ID: 17648         | neben Immendorf 100 Standort KG: Immendorf                      | Die barockisierte Kirche mit Südturm und spätgotischem Chor verfügt über steinsichtiges Bruchsteinmauerwerk, barocke Rundbogenfenster und barocke Strebepfeiler aus dem 17. Jahrhundert. Ihr mächtiger und gedrungener gotischer Turm ist durch ein Pyramidendach gedeckt. | BDA-Hist.: Q14912742 Status: § 2a Stand der BDA-Liste: 2025-06-30 Name: katholische Pfarrkirche heilige Katharina GstNr.: 225 Pfarrkirche Immendorf (Gemeinde Wullersdorf) |
| ja   | Datei hochladen | Pfarrhof HERIS-ID: 6066 Objekt-ID: 1941                                            | Immendorf 116 Standort KG: Immendorf                            | Der Pfarrhof von Immendorf ist ein zweigeschoßiger josephinischer Bau aus dem Ende des 18. Jahrhunderts mit Walmdach. Seine Fassade ist durch Putzfaschen gegliedert. | BDA-Hist.: Q37874106 Status: § 2a Stand der BDA-Liste: 2025-06-30 Name: Pfarrhof GstNr.: 224 Pfarrhof Immendorf, Gemeinde Wullersdorf |
| ja   | Datei hochladen | Figur Maria Schnee HERIS-ID: 6067 Objekt-ID: 1942                                  | gegenüber Immendorf 77 Standort KG: Immendorf                   | Die Maria-Schnee-Figur bekrönt eine vor der Kirche befindliche Mauer. | BDA-Hist.: Q37874155 Status: § 2a Stand der BDA-Liste: 2025-06-30 Name: Figur Maria Schnee GstNr.: 223 Statue Maria Schnee in Immendorf, Gemeinde Wullersdorf |
| ja   | Datei hochladen | Figurenbildstock hl. Katharina HERIS-ID: 24887 Objekt-ID: 21297                    | bei Immendorf 116 Standort KG: Immendorf                        | Bei der Kirche befindet sich auf einem reliefierten Volutenpfeiler mit Wappenkartusche ein Standbild der hl. Katharina. | BDA-Hist.: Q37888238 Status: § 2a Stand der BDA-Liste: 2025-06-30 Name: Figurenbildstock hl. Katharina GstNr.: 224 Statue heilige Katharina (Immendorf) |
| ja   | Datei hochladen | Figur heiliger Johannes Nepomuk HERIS-ID: 6070 Objekt-ID: 1945                     | gegenüber Immendorf 159 Standort KG: Immendorf                  | Die lebensgroße Statue des hl. Johannes Nepomuk, auf einem geschwungenen barocken Sockel stehend, stammt aus der ersten Hälfte des 18. Jahrhunderts und wird dem Bildhauer Antonio Beduzzi zugeschrieben. | BDA-Hist.: Q105637761 Status: § 2a Stand der BDA-Liste: 2025-06-30 Name: Figur heiliger Johannes Nepomuk GstNr.: 2 Johannes-Nepomuk-Statue (Immendorf, ObjektID: 1945) |
| ja   | Datei hochladen | Figurenbildstock heiliger Antonius HERIS-ID: 24208 Objekt-ID: 20585                | Standort KG: Immendorf                                          | Die auf einem Volutensockel stehende Statue des hl. Antonius stammt aus der ersten Hälfte des 18. Jahrhunderts. | BDA-Hist.: Q37882945 Status: § 2a Stand der BDA-Liste: 2025-06-30 Name: Figurenbildstock heiliger Antonius GstNr.: 641 |
| ja   | Datei hochladen | Bildstock HERIS-ID: 24209 Objekt-ID: 20586                                         | Standort KG: Immendorf                                          | Der Breitpfeiler mit Pyramidendach zeigt im oberen Bereich polychromierte Heiligendarstellungen. Der Pfeiler weist Sprünge und Beschädigungen auf und ist von Zerstörung bedroht. | BDA-Hist.: Q37882961 Status: § 2a Stand der BDA-Liste: 2025-06-30 Name: Bildstock GstNr.: 2133 Griebwald-Bildstock bei Immendorf, Gemeinde Wullersdorf |
| ja   | Datei hochladen | Figur heiliger Florian HERIS-ID: 6065 Objekt-ID: 1940                              | Standort KG: Immendorf                                          | Im Norden von Immendorf befindet sich auf einem Volutensockel eine Statue des hl. Florian aus der ersten Hälfte des 18. Jahrhunderts. | BDA-Hist.: Q37874085 Status: § 2a Stand der BDA-Liste: 2025-06-30 Name: Figur heiliger Florian GstNr.: 2081/4 Immendorf Statue Florian von Lorch |
| ja   | Datei hochladen | Bildstock HERIS-ID: 6094 Objekt-ID: 1969                                           | vor Kalladorf 76 Standort KG: Kalladorf                         | Auf dem achtseitigen Pfeiler ruht ein Tabernakel, das an zwei Seiten rechteckige Öffnungen mit Maßwerk hat. Der Pfeiler wurde 1881 zum Gedenken an den Brand des Ringtheaters in Wien errichtet. | BDA-Hist.: Q37875764 Status: § 2a Stand der BDA-Liste: 2025-06-30 Name: Bildstock GstNr.: 1143/1 |
| ja   | Datei hochladen | alter Pfarrhof HERIS-ID: 16615 Objekt-ID: 12881                                    | Oberstinkenbrunn 66 Standort KG: Oberstinkenbrunn               | Zweigeschoßiger Barockbau mit Walmdach aus dem Ende des 18. Jahrhunderts, der von einer Mauer mit Zapfenpfeilern und vasenbekrönten Pfeilerportalen umgeben ist. Angeschlossene Wirtschaftstrakte. | BDA-Hist.: Q37821618 Status: Bescheid Stand der BDA-Liste: 2025-06-30 Name: alter Pfarrhof GstNr.: 200 |
| ja   | Datei hochladen | Pranger HERIS-ID: 6091 Objekt-ID: 1966                                             | Oberstinkenbrunn 114, in der Nähe Standort KG: Oberstinkenbrunn | Prismatischer Pfeiler auf Stufensockel mit Steinkugelbekrönung aus dem 18. Jahrhundert. | BDA-Hist.: Q37875593 Status: § 2a Stand der BDA-Liste: 2025-06-30 Name: Pranger GstNr.: 392/1 Pranger Oberstinkenbrunn, Gemeinde Wullersdorf |
| ja   | Datei hochladen | Figurenbildstock Pietà HERIS-ID: 6088 Objekt-ID: 1963                              | Standort KG: Oberstinkenbrunn                                   | Im Westen von Oberstinkenbrunn steht eine im 18. Jahrhundert errichtete Steinsäule mit Kompositkapitell, bekrönt von einer aus Stein gefertigte Pietà, die durch ein geschwungenes Blechdach geschützt ist. Der Schmuck der Madonna ist goldfarben. | BDA-Hist.: Q37875455 Status: § 2a Stand der BDA-Liste: 2025-06-30 Name: Figurenbildstock Pietà GstNr.: 391/1 Figurenbildstock Pieta, Oberstinkenbrunn |
| ja   | Datei hochladen | katholische Pfarrkirche heiliger Leonhard HERIS-ID: 16614 Objekt-ID: 12880         | Standort KG: Oberstinkenbrunn                                   | Barockisierte gotische Kirche mit gotischem Chor und Nordturm. Langhaus mit Segmentbogenfenstern und Satteldach aus dem 18./19. Jahrhundert. Zweigeschoßiger Oratoriums- und Sakristeianbau im Süden. Turm mit Glockenhelm und Laterne. | BDA-Hist.: Q37821532 Status: § 2a Stand der BDA-Liste: 2025-06-30 Name: katholische Pfarrkirche heiliger Leonhard GstNr.: 122 Pfarrkirche Oberstinkenbrunn |
| ja   | Datei hochladen | Ehem. Schüttkasten, Sankt-Joseph-Kapelle HERIS-ID: 16612 Objekt-ID: 12878          | neben Maria Roggendorf 26 Standort KG: Roggendorf               | Neben der Wallfahrtskirche liegt der zu einer Kapelle umgebaute ehemalige Schüttkasten. | BDA-Hist.: Q37821433 Status: § 2a Stand der BDA-Liste: 2025-06-30 Name: Ehem. Schüttkasten, St. Joseph-Kapelle GstNr.: 19 |
| ja   | Datei hochladen | Kath. Pfarrkirche, Wallfahrtskirche, Mariä Geburt HERIS-ID: 16610 Objekt-ID: 12876 | bei Maria Roggendorf 27 Standort KG: Roggendorf                 | Frühbarocke Saalkirche mit Ostturm aus dem 17. Jahrhundert. Hohes Kirchenschiff mit Satteldach zwischen einem geschwungenen Volutengiebel mit Kugel- und Pyramidenaufsätzen im Osten und einem Fassadenvolutengiebel mit Dreieckspitze im Westen. Schlichte Fassadengliederung mit gekuppelten Lanzettfenstern mit Kielbögen. Gedrungener Turm mit zweigeschoßiger Pilastergliederung und einem verjüngten achtseitigen Kuppelaufsatz mit Laterne. | BDA-Hist.: Q810094 Status: § 2a Stand der BDA-Liste: 2025-06-30 Name: Kath. Pfarrkirche, Wallfahrtskirche, Mariä Geburt GstNr.: 1 Kirche Maria Roggendorf (ObjektID: 12876) |
| ja   | Datei hochladen | Pfarrhof HERIS-ID: 16611 Objekt-ID: 12877                                          | Maria Roggendorf 27 Standort KG: Roggendorf                     | Zweigeschoßiger Bau mit Satteldach aus dem 17. Jahrhundert. Schlichte Fassadierung durch Steingewändefenster, im Obergeschoß mit gekehlten Sohlbänken. Im Dachgeschoß Mansardengiebel. Das Gebäude dient dem Priorat St. Josef als Wohngebäude. | BDA-Hist.: Q37821385 Status: § 2a Stand der BDA-Liste: 2025-06-30 Name: Pfarrhof GstNr.: 2 Pfarrhof Maria Roggendorf, Gemeinde Wullersdorf |
| ja   | Datei hochladen | Bildstock HERIS-ID: 16613 Objekt-ID: 12879                                         | Standort KG: Roggendorf                                         | Abgefaster Pfeiler mit reliefiertem Quaderaufsatz und Steinkreuzbekrönung aus dem Jahre 1692. | BDA-Hist.: Q37821444 Status: § 2a Stand der BDA-Liste: 2025-06-30 Name: Bildstock GstNr.: 196 |
| ja   | Datei hochladen | Bildstock HERIS-ID: 24206 Objekt-ID: 20583                                         | Standort KG: Roggendorf                                         | Der steinerne Blockpfeiler mit abgefasten Kanten wird von einem durch Gesimse abgetrennten Tabernakel mit Steinkreuz bekrönt. Am Tabernakel sind Reliefs und Inschriften zu sehen. Das Denkmal wurde in der zweiten Hälfte des 17. Jahrhunderts geschaffen. | BDA-Hist.: Q37882930 Status: § 2a Stand der BDA-Liste: 2025-06-30 Name: Bildstock GstNr.: 136/1 Bildstock Friedhof Maria Roggendorf, Gemeinde Wullersdorf |
| ja   | Datei hochladen | Flur-/ Wegkapelle HERIS-ID: 6093 Objekt-ID: 1968                                   | Standort KG: Schalladorf                                        | Kapelle mit schlicht gegliederter Fassade und Satteldach mit krönendem Patriarchenkreuz. Weit ausladendes Traufgesims. | BDA-Hist.: Q37875707 Status: § 2a Stand der BDA-Liste: 2025-06-30 Name: Flur-/ Wegkapelle GstNr.: 805 |
| ja   | Datei hochladen | Figurenbildstock, Kreuzigung HERIS-ID: 6076 Objekt-ID: 1951                        | gegenüber Abt Karl-Straße 18 Standort KG: Wullersdorf           | Kreuzigungsgruppe aus dem Jahre 1728. Kruzifix mit den Assistenzfiguren der Heiligen Maria, Maria Magdalena und Johannes. | BDA-Hist.: Q37874538 Status: § 2a Stand der BDA-Liste: 2025-06-30 Name: Figurenbildstock, Kreuzigung GstNr.: 1187/34 |
| ja   | Datei hochladen | ehemaliges Choleraspital HERIS-ID: 21319 Objekt-ID: 17637                          | Abt Karl-Straße 19 Standort KG: Wullersdorf                     | Zweigeschoßiger Barockbau mit Schopfwalmdach. Im Giebel reliefiertes Kruzifix, darüber ein Oculus. | BDA-Hist.: Q37861080 Status: § 2a Stand der BDA-Liste: 2025-06-30 Name: ehemaliges Choleraspital GstNr.: 18 Choleraspital (Wullersdorf, ObjektID: 17637) |
| ja   | Datei hochladen | Karner, Wolfgangkapelle HERIS-ID: 21324 Objekt-ID: 17642                           | neben Abt Karl-Straße 20 Standort KG: Wullersdorf               | Der im Kern romanische Rundbau wurde im ersten Viertel des 18. Jahrhunderts barockisiert. Kegeldach und Rundbogenfenster, an der Außenseite Reliefgrabsteine aus dem 18. Jahrhundert. | BDA-Hist.: Q37861178 Status: § 2a Stand der BDA-Liste: 2025-06-30 Name: Karner, Wolfgangkapelle GstNr.: 1 Karner in Wullersdorf |
| ja   | Datei hochladen | Wohnhaus, ehemalige Stiftstaverne HERIS-ID: 21320 Objekt-ID: 17638                 | Abt Karl-Straße 205 Standort KG: Wullersdorf                    | Eingeschoßiger traufständiger Gasthof aus der Mitte des 16. Jahrhunderts mit gekehltem Traufgesims. Schlichte Fassadengliederung durch putzfaschengerahmte Fenster. Eingang in die Gaststube durch hoch gelegenes Rechteckportal, Einfahrt in den Hof durch Segmentbogenportal, beide ebenfalls faschengerahmt. | BDA-Hist.: Q37861097 Status: Bescheid Stand der BDA-Liste: 2025-06-30 Name: Wohnhaus, ehemalige Stiftstaverne GstNr.: 142, 143 Ehemalige Taverne in Wullersdorf |
| ja   | Datei hochladen | Melkerhof, Scheune und Turm HERIS-ID: 35323 Objekt-ID: 34062                       | bei Bahnstraße 191 Standort KG: Wullersdorf                     | Neunachsiges, zweigeschoßiges, traufständiges Wohnhaus mit Satteldach. Fassade im Erdgeschoß durch Putznutung gegliedert. Im Hof eine Scheune mit Schopfwalmdach sowie ein Turm auf quadratischem Fundament mit Pyramidendach. Anmerkung: Das Wohnhaus (sog. „Melkerhof“) auf GstNr. 115 wurde 2013 aus dem Denkmalschutz entlassen, es wurde abgerissen und an seiner Stelle im Jahre 2016 ein modernes Wohnhaus errichtet. Der angegebene Standort bezieht sich auf die Scheune, der Turm befindet sich hier. Ein zweiter, annähernd baugleicher Turm (Bild) befindet sich hier. | BDA-Hist.: Q37963247 Status: Bescheid Stand der BDA-Liste: 2025-06-30 Name: Melkerhof, Scheune und Turm GstNr.: 106/2, 109/2 Melkerhof Wullersdorf |
| ja   | Datei hochladen | Mariensäule, Maria vom Siege HERIS-ID: 6083 Objekt-ID: 1958                        | bei Bahnstraße 214 Standort KG: Wullersdorf                     | Auf einem prismatischen Sockel mit Inschriften steht die Säule mit Engelskopfkapitell und der Statue der Maria vom Siege. Sie wurde 1706 errichtet. | BDA-Hist.: Q37875111 Status: § 2a Stand der BDA-Liste: 2025-06-30 Name: Mariensäule, Maria vom Siege GstNr.: 1187/1 |
| ja   | Datei hochladen | Figurenbildstock, Pietà HERIS-ID: 6079 Objekt-ID: 1954                             | vor Bahnstraße 249 Standort KG: Wullersdorf                     | Auf hohem Volutensockel mit Stifterinschriften steht die Pietà aus dem Jahre 1728. | BDA-Hist.: Q37874756 Status: § 2a Stand der BDA-Liste: 2025-06-30 Name: Figurenbildstock, Pietà GstNr.: 535 Pietà in Wullersdorf |
| ja   | Datei hochladen | Pranger HERIS-ID: 6073 Objekt-ID: 1948                                             | am Hauptplatz Standort KG: Wullersdorf                          | Hoher Achtseitschaft mit spätbarocker Vasenbekrönung auf Stufensockel. | BDA-Hist.: Q37874382 Status: § 2a Stand der BDA-Liste: 2025-06-30 Name: Pranger GstNr.: 1187/1 Pranger Wullersdorf |
| ja   | Datei hochladen | ehemaliges Rathaus HERIS-ID: 21323 Objekt-ID: 17641                                | Hauptplatz 26 Standort KG: Wullersdorf                          | Zweigeschoßiger Bau mit Walmdach und Eckquaderung im Kern gotisch aus dem Jahre 1498. Rundbogenportal und Mannpforte, mehrmals renoviert und restauriert. | BDA-Hist.: Q37861158 Status: § 2a Stand der BDA-Liste: 2025-06-30 Name: ehemaliges Rathaus GstNr.: 4 Hauptplatz 26, Wullersdorf |
| ja   | Datei hochladen | Figur heiliger Johannes Nepomuk HERIS-ID: 21330 Objekt-ID: 17649                   | gegenüber Hauptplatz 26 Standort KG: Wullersdorf                | Figur des hl. Johannes Nepomuk auf hohem Postament aus den Jahren 1746/47. | BDA-Hist.: Q105640684 Status: § 2a Stand der BDA-Liste: 2025-06-30 Name: Figur heiliger Johannes Nepomuk GstNr.: 1 Nepomuk Wullersdorf |
| ja   | Datei hochladen | ehemalige Schule HERIS-ID: 21322 Objekt-ID: 17640                                  | Hauptplatz 28 Standort KG: Wullersdorf                          | Dreigeschoßiges Gebäude mit Walmdach und Giebelaufsatz bezeichnet 1898. Fassade späthistoristisch, in den Obergeschoßen durch Lisenen und Stuckparapete gegliedert. | BDA-Hist.: Q37861137 Status: § 2a Stand der BDA-Liste: 2025-06-30 Name: ehemalige Schule GstNr.: 2 |
| ja   | Datei hochladen | Kath. Pfarrkirche hl. Georg HERIS-ID: 21325 Objekt-ID: 17643                       | neben Hauptplatz 28 Standort KG: Wullersdorf                    | Mächtige Barockkirche aus der 1. Hälfte des 18. Jahrhunderts, deren Giebelfront Jakob Prandtauer zugeschrieben wird und vermutlich durch Franz Munggenast vollendet wurde. Im 19. Jahrhundert zur Doppelturmfassade ausgebaut. | BDA-Hist.: Q37861194 Status: § 2a Stand der BDA-Liste: 2025-06-30 Name: Kath. Pfarrkirche, hl. Georg GstNr.: 1 Pfarrkirche hl. Georg, Wullersdorf |
| ja   | Datei hochladen | Figur heiliger Koloman HERIS-ID: 6064 Objekt-ID: 1939                              | bei Hauptplatz 28 Standort KG: Wullersdorf                      | Figur auf geschwungenem Postament aus dem Jahre 1746/47, renoviert 1899. | BDA-Hist.: Q37874030 Status: § 2a Stand der BDA-Liste: 2025-06-30 Name: Figur heiliger Koloman GstNr.: 1 Figurenbildstock hl. Koloman (Wullersdorf) |
| ja   | Datei hochladen | Wohnhaus HERIS-ID: 21321 Objekt-ID: 17639                                          | Hauptplatz 39 Standort KG: Wullersdorf                          | Zweigeschoßiger traufständiger Barockbau mit Satteldach aus dem 18. Jahrhundert mit vorgelagerter zweiachsiger Laube mit Flachbögen und Platzlgewölben auf toskanischen Säulen. | BDA-Hist.: Q37861120 Status: § 57-Mandatsbescheid Stand der BDA-Liste: 2025-06-30 Name: Wohnhaus GstNr.: 167 Hauptplatz 39 (Wullersdorf) |
| ja   | Datei hochladen | Pfarrhofanlage Wullersdorf HERIS-ID: 6197 Objekt-ID: 2073                          | Melker Gasse 1 Standort KG: Wullersdorf                         | Die weitläufige barocke Anlage, die im Kern aus der Mitte des 16. Jahrhunderts stammt, diente bis ins 19. Jahrhundert als Wirtschaftshof des Stifts Melk. Sie wurde mehrfach renoviert sowie um- und ausgebaut. Es handelt sich um eine zwei- bis dreigeschoßige Dreiflügelanlage. Am südlichen Gebäudekopf ist ein profiliertes Portal aus dem Jahre 1555. Zum Gebäudekomplex gehört auch ein Schüttkasten mit Satteldach und Steingewändefenstern, der an der Südseite einen Volutengiebel mit Pinienzapfenbekrönung zeigt.                                                      | BDA-Hist.: Q37884036 Status: Bescheid Stand der BDA-Liste: 2025-06-30 Name: Pfarrhofanlage Wullersdorf GstNr.: 103, 105, 106/1, 107/1 Pfarrhofanlage Wullersdorf |
| ja   | Datei hochladen | Rosalia- (Floriani)kapelle HERIS-ID: 6074 Objekt-ID: 1949                          | bei Roggendorfer Straße 251 Standort KG: Wullersdorf            | Faschengegliederter neobarocker Bau aus dem Jahre 1905 mit Rechteckchor des Vorgängerbaues aus der ersten Hälfte des 18. Jahrhunderts. Spitzbogenportal und Rundbogenfenster, über dem Portal ein Volutengiebel mit einer Statue des hl. Florian aus der ersten Hälfte des 18. Jahrhunderts. | BDA-Hist.: Q37874407 Status: § 2a Stand der BDA-Liste: 2025-06-30 Name: Rosalia- (Floriani)kapelle GstNr.: 25 Rosaliakapelle in Wullersdorf |
| ja   | Datei hochladen | Bildstock, Türkenkreuz HERIS-ID: 6078 Objekt-ID: 1953                              | Standort KG: Wullersdorf                                        | Prismatischer reliefierter Schaft mit Leidenswerkzeugen, Quaderaufsatz mit Passionsreliefs und Steinkreuzbekrönung über einem Haubendach (nicht vorhanden) aus dem Jahre 1683. | BDA-Hist.: Q37874669 Status: § 2a Stand der BDA-Liste: 2025-06-30 Name: Bildstock, Türkenkreuz GstNr.: 1185 Türkenkreuz Wullersdorf |
| ja   | Datei hochladen | Grabstein HERIS-ID: 24204 Objekt-ID: 20581                                         | Standort KG: Wullersdorf                                        | Nördlich des Ortes an einer Wegbrücke steht dieser verwitterte Grabstein. | BDA-Hist.: Q37882911 Status: § 2a Stand der BDA-Liste: 2025-06-30 Name: Grabstein GstNr.: 1249 Grabstein (Gemeinde Wullersdorf) |
| ja   | Datei hochladen | Erzherzog-Fertinant-Keller HERIS-ID: 31688 Objekt-ID: 28668                        | Standort KG: Wullersdorf                                        | Der Erzherzog-Fertinant-Keller ist eine ausgedehnte mittelalterliche Fluchtanlage. Sie verband die ehemalige Burg am heutigen Wullersdorfer Hauptplatz mit dem Kirchenberg und hatte einen unterirdischen Brunnen. 2001 stürzte ein Auto in die vergessene unterirdische Anlage, worauf sie der Öffentlichkeit zugänglich gemacht wurde. Sie beherbergt heute das Wullersdorfer Ziegelmuseum. Das Eingangsbauwerk ist mit 1708 bezeichnet und wurde 2002 renoviert. | BDA-Hist.: Q37943778 Status: § 2a Stand der BDA-Liste: 2025-06-30 Name: Erzherzog Ferdinand-Keller GstNr.: 1187/1 Fluchtkeller, Gemeinde Wullersdorf |

## Ehemalige Denkmäler
| Foto |                 | Denkmal                                             | Standort                                                | Beschreibung | Metadaten |
| ---- | --------------- | --------------------------------------------------- | ------------------------------------------------------- | --- | --- |
| ja   | Datei hochladen | Schüttkasten HERIS-ID: 6193 Objekt-ID: 2069bis 2022 | Melker Gasse 1 (Pfarrhof), bei Standort KG: Wullersdorf | Siehe Pfarrhofanlage Anmerkung: Kein Abgang, sondern andere Fassung des Schutzobjekts: seit 2023 mit dem Pfarrhof zum Objekt Pfarrhofanlage zusammengefasst. | BDA-Hist.: Q37883956 Status: § 2a Stand der BDA-Liste: 2022-07-01 Name: Schüttkasten GstNr.: 103 Schüttkasten in Wullersdorf |